# Aéroport de Koro Toro
L'aéroport de Koro Toro est un aéroport desservant Koro Toro, dans la région de Borkou au Tchad.